# Odznaka Pancerna (III Rzesza)
Odznaka Pancerna (niem. Panzerkampfabzeichen) – odznaczenie wojskowe nazistowskich Niemiec z czasów II wojny światowej, przyznawane żołnierzom służącym w dywizjach pancernych. Przed 1 czerwca 1940 roku była znana jako Panzerkampfwagenabzeichen.

## Ustanowienie i zasady nadawania
Wprowadzona 20 grudnia 1939 roku Odznaka Pancerna została stworzona dla honorowania członków załóg czołgów, którzy aktywnie uczestniczyli co najmniej w trzech atakach pancernych przeprowadzonych w różnych dniach .
1 czerwca 1940 roku stworzono brązową wersję odznaki dla jednostek grenadierów pancernych wyposażonych w pojazdy pancerne, a także innych jednostek piechoty, rozpoznania pancernego, służb sygnałowych i medycznych przydzielonych do dywizji pancernych. Od 31 grudnia 1942 roku członkowie zespołów naprawczych jednostek pancernych mogli otrzymywać srebrną odznakę za naprawy czołgów w warunkach bojowych przeprowadzone w trzech różnych dniach.
W czerwcu 1943 roku wprowadzono dodatkowe Odznaka Pancerne, zarówno srebrne, jak i brązowe, aby nagradzać czołgistów za udział w 25, 50, 75 i 100 akcjach pancernych. Liczba wymaganych akcji dla odznak wyższego poziomu mogła zostać zmniejszona dla osób z wcześniejszą długą i ciągłą służbą na linii frontu lub dla tych, którzy otrzymali rany powodujące trwałe kalectwo.
Przyznawanie odznak było zwykle dokonywane na poziomie pułku lub dywizji.

## Projekt i zasady noszenia

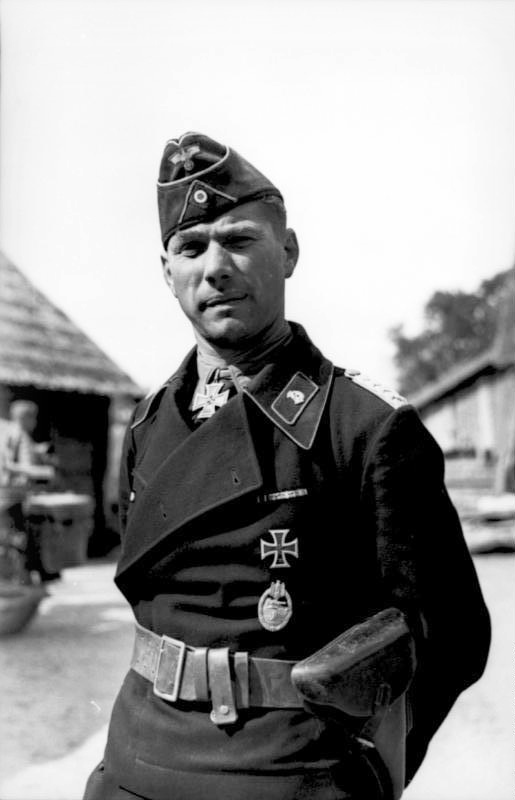
Niemiecki czołgista z przypiętą do munduru Odznaką Pancerną poniżej Krzyża Żelaznego I klasy (odznaczony także Krzyżem Rycerskim)

Odznaka jest owalna i składa się z wizerunku czołgu Panzer IV, otoczonego wieńcem dębowym i zwieńczonego orłem Wehrmachtu i swastyką. Odznaka dla załóg czołgów jest koloru srebrnego, wersja brązowa jest przeznaczona dla innych uprawnionych żołnierzy służących w dywizjach pancernych. Odznaka o wymiarach 42 mm na 61 mm jest zapinana na agrafkę i była noszona po lewej stronie kurtki mundurowej.
Wersje za 25 i więcej starć mają zasadniczo ten sam wygląd, ale są nieco większe, z małą tabliczką u podstawy wieńca, na której znajduje się liczba akcji, w których brał udział żołnierz. Choć nadal wydawane w srebrze i brązie, wersje srebrne za 25 i 50 akcji przedstawiają czołg z czarnym wykończeniem, a zarówno srebrne, jak i brązowe odznaki za 75 i 100 akcji mają pozłacany wieniec. Odznaki za 75 i 100 akcji są szersze, mierzą 51 mm na 60 mm i były wybijane w lekkim stopie cynku, co zapewniało, że większa agrafka nie pociągała niewygodnie za mundur.
Można było nosić na mundurze tylko jedną odznakę, najwyższego otrzymanego poziomu.

### Wersja z 1957
Po początkowym całkowitym zakazie noszenia nazistowskich odznaczeń Republika Federalna Niemiec ponownie zezwoliła na noszenie wielu odznaczeń wojskowych z okresu II wojny światowej w 1957 roku, w tym Odznaki Pancernej. Członkowie Bundeswehry mogli nosić odznakę przerobioną w taki sposób, aby usunąć z niej orła i swastykę, na pasie baretek, reprezentowaną przez miniaturkę odznaczenia na szarym fragmencie wstążki.

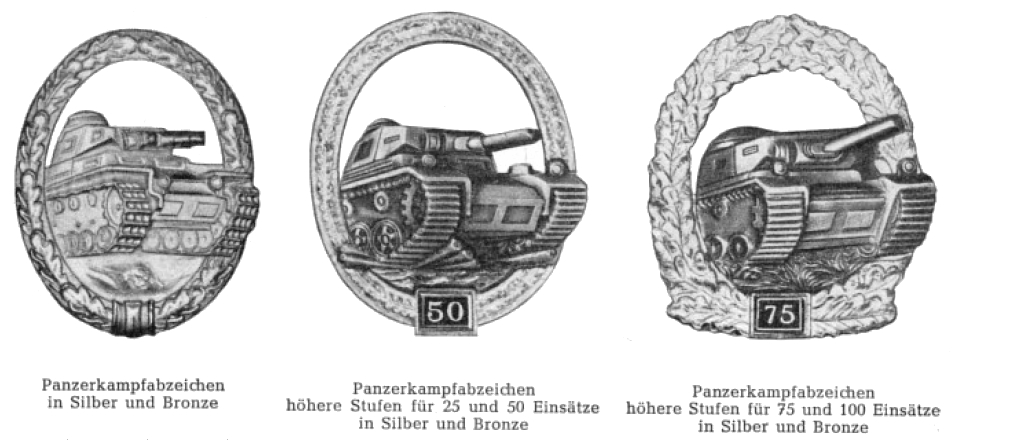
Warianty zdenazyfikowanej odznaki z 1957
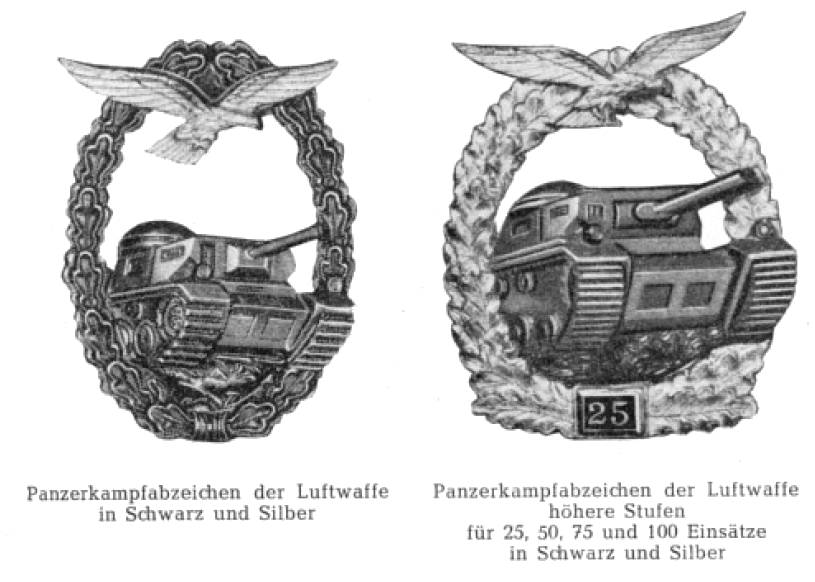
Warianty zdenazyfikowanej odznaki Luftwaffe z 1957

### Wersja Luftwaffe
Od momentu powstania odznaki oddziały naziemne Luftwaffe także kwalifikowały się do tego odznaczenia. W listopadzie 1944 roku zatwierdzono specjalną wersję odznaki dla Luftwaffe z tymi samymi kryteriami przyznawania, w tym specjalne nagrody za 25, 50, 75 i 100 starć. Projekt naśladował wcześniejszą odznakę, ale orzeł Luftwaffe z rozłożonymi skrzydłami i swastyka zastąpiły orła Wehrmachtu.
Chociaż przyznawanie nowej odznaki zostało autoryzowane, a świadectwa nadania przyznania zostały wydane, nie ma dowodów na to, że odznaka została faktycznie wręczona komukolwiek przed końcem wojny. W 1957 roku zatwierdzono wersję zdenazyfikowaną, z której usunięto swastykę, ale zachowano orła Luftwaffe.